# Sĩ Nhiếp
Sĩ Nhiếp hoặc Sĩ Tiếp (chữ Hán: 士燮; 137 - 226) là Thái thú Giao Chỉ vào cuối đời nhà Hán. Qua giai đoạn Tam Quốc, ông cát cứ và cai trị Giao Châu như một quốc gia độc lập từ 187 đến 226.
Do ông đã thực thi nhiều chính sách tiến bộ nên được hậu thế tôn làm Nam Giao học tổ (南交學祖), đến Nhà Trần lại sắc phong mỹ tự Thiện cảm Gia ứng Linh vũ Đại vương (善感嘉應靈武大王), một số các sử quan đánh giá cao gọi là Sĩ vương (士王).

## Tên gọi
Tên gọi của ông trong thư tịch Hán văn cổ được ghi dưới hai dạng là "士燮" và "士爕". Hai chữ 燮 và 爕 có cùng âm đọc và ý nghĩa, chỉ khác nhau về tự dạng. 爕 là tục tự (thể chữ viết trái quy phạm và được lưu hành trong dân gian) của chữ 燮. Chữ 爕 khác với chữ 燮 ở chỗ nửa bên dưới của nó là chữ "hỏa" 火 chứ không phải là chữ "hựu" 又.

## Xuất thân
Sĩ Nhiếp có tên biểu tự là Uy Ngạn (威彥), tổ tiên là người Vấn Dương nước Lỗ. Khi Vương Mãng thay ngôi Nhà Hán, tổ tiên Sĩ Nhiếp mới tránh loạn sang tỵ nạn Giao Châu, tới Nhiếp là sáu đời.
Cha ông tên là Sĩ Tứ (士賜), làm thái thú quận Nhật Nam thời Hán Hoàn Đế, cho Sĩ Nhiếp về du học ở kinh sư, theo học Lưu Tử Kỳ người Dĩnh Xuyên, chuyên trị sách Tả Thị Xuân Thu. Sĩ Nhiếp đỗ hiếu liêm, được bổ Thượng thư lang, vì việc công bị miễn chức, rồi về chịu tang cha. Sau lại đỗ Mậu tài, bổ làm Huyện lệnh Vu Dương, sau đổi làm Thái thú ở quận Giao Chỉ, được tước Long Độ Đình Hầu (龍度亭侯), "đóng đô" ở Luy Lâu (thuộc Thuận Thành, Bắc Ninh ngày nay).

Sách Tam Quốc chí, Ngô thư quyển 4, Sĩ Nhiếp truyện chép về ông như sau:
Sĩ Nhiếp (chữ Hán: 士燮; tự: Uy Ngạn 威彥) là một quan lại và học giả người Giao Châu dưới thời Đông Hán. Ông quê ở huyện Quảng Tín, quận Thương Ngô (蒼梧廣信), tổ tiên vốn là người Vận Dương, nước Lỗ (汶陽, 魯國). Vào thời loạn Vương Mãng, gia tộc ông di cư đến Giao Châu để tránh chiến tranh.
Đến đời thứ sáu, cha ông là Sĩ Tứ (士賜) từng giữ chức Thái thú quận Nhật Nam dưới triều Hán Hoàn Đế. Sĩ Nhiếp thuở nhỏ từng lên kinh đô học tập, theo học Lưu Tử Kỳ (劉子奇) người quận Dĩnh Xuyên, chuyên nghiên cứu bộ Tả thị Xuân Thu (左氏春秋).
Ông được tiến cử là hiếu liêm, sau đó được bổ nhiệm làm Thượng thư lang. Tuy nhiên, do liên quan đến công vụ, ông bị miễn chức. Sau khi mãn tang cha, ông được tiến cử là mậu tài, được bổ làm lệnh huyện Vu, rồi thăng chức làm Thái thú Giao Chỉ.
Sĩ Nhất (士壹) là em trai của Sĩ Nhiếp, từng giữ chức Đốc bưu quận (郡督郵) vào thời Đông Hán. Khi Thứ sử Giao Châu là Đinh Cung (丁宮) được triệu hồi về kinh đô, Sĩ Nhất đã theo hầu và phục vụ tận tụy, cung kính. Đinh Cung cảm kích trước sự trung hậu của ông, lúc chia tay có nói: “Nếu sau này ta được bổ nhiệm vào Tam công, ắt sẽ tiến cử khanh.”
Về sau, khi Đinh Cung được bổ nhiệm làm Tư đồ, ông đã thực hiện lời hứa và tiến cử Sĩ Nhất. Tuy nhiên, khi Sĩ Nhất đến nơi thì Đinh Cung đã bị bãi chức, người kế nhiệm là Hoàng Uyển (黃琬) – cũng giữ chức Tư đồ – lại rất trọng đãi và đối xử lễ độ với ông.
Khi Đổng Trác (董卓) gây loạn triều đình, Sĩ Nhất rời kinh, trở về quê nhà.
Theo Ngô Thư, Hoàng Uyển (黃琬) và Đổng Trác (董卓) có mối hiềm khích lẫn nhau. Sĩ Nhất (士壹), em trai của Sĩ Nhiếp, một lòng trung thành với Hoàng Uyển, nhờ đó mà danh tiếng của ông ngày càng vang xa. Đổng Trác vì ganh ghét nên đã ra lệnh viết chiếu: “Tư đồ duyện Sĩ Nhất không được bổ nhiệm hay cất nhắc.” Do đó, Sĩ Nhất bị đình trệ chức vụ trong nhiều năm.
Khi Đổng Trác tiến vào Quan Trung, Sĩ Nhất nhân cơ hội rời bỏ kinh thành, trở về quê nhà.

Lúc ấy, Thứ sử Giao Châu là Chu Phù (朱符) bị giặc man di sát hại, khiến tình hình châu quận hỗn loạn. Sĩ Nhiếp (士燮) bèn dâng biểu xin cho Sĩ Nhất đảm nhiệm chức Thái thú Hợp Phố. Người em kế là Sĩ Tô (士䵋), khi đó đang làm lệnh huyện Từ Văn, được bổ nhiệm làm Thái thú Cửu Chân (chữ 䵋 đọc là “ư bỉ” phản, tự là Lâm). Em út là Sĩ Vũ (士武) được giao giữ chức Thái thú Nam Hải.

## Việc cai trị Giao Châu

### Giữ yên Giao Châu
Năm 200 (Canh Thìn), Thứ sử Chu Phù (朱符) bị quân khởi nghĩa giết, châu quận rối loạn. Sĩ Nhiếp có ba em trai tên là Nhất (壹), Vĩ (䵋) và Vũ (武), bèn dâng biểu cho Nhà Hán cử Nhất làm Thái thú Hợp Phố, Vũ làm Thái thú Nam Hải. Sử cũ đều ca tụng Sĩ Nhiếp là vị quan tốt, rất có uy tín trong dân chúng.
Ngô Sĩ Liên viết trong Đại Việt sử ký toàn thư: 
"Vương (Sĩ Nhiếp) độ lượng khoan hậu, khiêm tốn, kính trọng kẻ sĩ, người trong nước yêu mến, đều gọi là vương. Danh sĩ Nhà Hán tránh nạn sang nương tựa có hàng trăm người".
Sĩ Nhiếp được đánh giá cao nhất bởi có công trong việc duy trì tình trạng hòa bình yên ổn ở Giao Châu trong suốt giai đoạn nội chiến Tam Quốc hết sức phức tạp tại Trung Quốc kéo dài hơn nửa thế kỷ. Chính tích đó giúp Sĩ Nhiếp gần như trở thành một vị vua tự trị của Giao Châu, thoát hẳn ra khỏi ảnh hưởng và mệnh lệnh của Nhà Hán, vốn chỉ còn là "bung xung" cho cuộc tranh giành của các tập đoàn phong kiến ở Trung Quốc. Điều đó thể hiện qua lá thư của Viên Huy (袁徽), vốn là quan Nhà Hán bấy giờ đang ở Giao Châu, gửi cho Thượng thư lệnh Nhà Hán là Tuân Úc (荀彧) năm 207. Lá thư viết: 
"Giao Châu Sĩ phủ quân đã học vấn sâu rộng lại thông hiểu chính trị, trong thời buổi đại loạn, giữ vẹn được một quận hơn hai mươi năm, bờ cõi không xảy ra việc gì, dân không mất nghiệp, những bọn khách xa đến trú chân đều được nhờ ơn, dẫu Đậu Dung giữ đất Hà Tây cũng không hơn được. Khi việc quan có chút nhàn rỗi thì chăm xem các sách thư, truyện. Phàm những chỗ biên chép không rõ ràng trong sách Xuân Thu Tả Thị truyện, (tôi) đem hỏi, đều được ông giảng giải cho những chỗ nghi ngờ, đều có kiến giải của bậc thầy, ý tứ rõ ràng, chặt chẽ. Lại như sách Thượng thư, cả cổ văn và kim văn, những ý nghĩa to lớn, ông đều hiểu biết tường tận, đầy đủ. Anh em ông làm quan coi quận, hùng trưởng một châu, ở lánh ngoài muôn dặm, uy tín không ai hơn. Khi ra vào thì đánh chuông khánh, uy nghi đủ hết; kèn sáo thổi vang, xe ngựa đầy đường, người Hồ đi sát bánh xe để đốt hương thường có đến mấy mươi người; vợ cả, vợ lẽ đi xe che kín, bọn con em cưỡi ngựa dẫn quân theo hầu, người đương thời ai cũng quý trọng, các man di đều sợ phục, dẫu Úy Đà cũng không hơn được".

### Quan hệ với Nhà Hán
Năm 201, Hán Hiến Đế sai Trương Tân (張津) làm Thứ sử Giao Châu. Tân thích việc quỷ thần, thường đội khăn đỏ, gảy đàn, đốt hương, đọc sách Đạo giáo, nói rằng có thể giúp việc giáo hóa, sau bị thuộc tướng là Khu Cảnh (區景) giết. Nhân cơ hội, châu mục Kinh Châu là Lưu Biểu sai Huyện lệnh Linh Lăng là Lại Cung (賴恭) thay Tân. Cùng lúc đó, Thái thú Thương Ngô là Sử Hoàng (史璜) qua đời, Lưu Biểu lại cử Ngô Cự (吳巨) thay thế, cả hai người cùng tiến vào Giao Châu. Hán đế nghe tin Tân chết, gửi cho Sĩ Nhiếp bức thư có đóng dấu ấn nói rằng: 
"Giao Châu ở cõi xa, một dải sông biển ở phía nam, ơn trên không truyền đến, nghĩa dưới bị nghẽn tắc, thế mà nghịch tặc Lưu Biểu lại sai Lại Cung dòm ngó đất nam, nay cho khanh làm Tuy Nam trung lang tướng (綏南中郎將) trông coi bảy quận, lĩnh Thái thú Giao Chỉ (交阯太守) như cũ".
Sĩ Nhiếp bèn sai thuộc lại là Trương Mân mang đồ cống sang kinh đô Nhà Hán. Bấy giờ chiến tranh loạn lạc, đường sá đứt nghẽn, nhưng Sĩ Nhiếp vẫn không bỏ việc nộp cống. Có thể thấy đó là một phần trong chính sách hòa hiếu của Sĩ Nhiếp giúp cho Giao Châu yên ổn. Hán đế lại xuống chiếu cho Nhiếp làm An Viễn tướng quân (安遠將軍), phong tước Long Độ Đình hầu (龍度亭侯). Lại Cung tuy nhận lệnh của Lưu Biểu nhưng chưa sang được Giao Châu mà ở quận Thương Ngô, sau Thái thú Thương Ngô là Ngô Cự bất hòa với Cung, đem binh đánh đuổi, Cung lại chạy về Linh Lăng.
Từ năm 206, do nhà Đông Hán chia năm xẻ bảy, vùng Giao Châu do Sĩ Nhiếp đứng đầu tồn tại như một quốc gia tự trị cho đến năm 210.

### Quan hệ với Đông Ngô
Năm 210, quân phiệt Giang Đông là Tôn Quyền sai Bộ Chất (步隲) làm Thứ sử Giao Châu. Khi Chất đến, Sĩ Nhiếp không chống cự mà đem anh em đến vâng theo mệnh lệnh. Tôn Quyền bèn cho Nhiếp làm Tả tướng quân (左將軍). Trong khi đó, Ngô Cự (吳巨) có ý chống đối, nên bị Bộ Chất xử chém.
Sau Nhiếp còn sai con là Sĩ Ngẩm (hay Sĩ Hâm, 廞) làm con tin ở nước Ngô, Quyền cho Ngẩm giữ chức Thái thú Vũ Xương. Các con của Sĩ Nhiếp và Sĩ Nhất ở phương nam đều nhận chức Trung lang tướng. Sĩ Nhiếp lại chiêu dụ thổ hào ở Ích Châu là bọn Ung Khải (雍闓) đem dân chúng trong quận quy hàng Ngô, khiến vùng đất phía nam Nhà Hán (Thục Hán) lâm vào hỗn loạn, làm cho thừa tướng Nhà Thục Hán là Gia Cát Lượng phải tiến hành bình định. Công tích này được Tôn Quyền tán thưởng, thăng chức cho Sĩ Nhiếp là Vệ tướng quân (衞將軍), tước Long Biên hầu (龍編侯). Em trai là Sĩ Nhất được phong làm Thiên tướng quân (偏將軍), tước Đô Hương hầu (都鄉侯).
Hằng năm, Sĩ Nhiếp đều sai sứ thần dâng cống phẩm cho Đông Ngô, gồm hàng ngàn bó hương quý, vải lụa mịn, cùng các loại trân bảo như minh châu, đại bối, lưu ly, phỉ thúy, đồi mồi, ngà voi, sừng tê, và các loại trái cây quý hiếm như chuối, dứa, long nhãn. Riêng Sĩ Nhất từng dâng cống hàng trăm con ngựa. Tôn Quyền thường đích thân viết thư hồi đáp, ban thưởng hậu hĩnh để tỏ lòng trọng đãi.
Sự mềm dẻo trong chính sách đối ngoại để giữ yên bờ cõi của Sĩ Nhiếp được đánh giá rất cao. Sử gia lớn thời Trần là Lê Văn Hưu nhận xét: 
"Sĩ Vương biết lấy khoan hậu khiêm tốn để kính trọng kẻ sĩ, được người thân yêu mà đạt đến quý thịnh một thời. Lại hiểu nghĩa, thức thời, tuy tài và dũng không bằng Triệu Vũ Đế, nhưng chịu nhún mình thờ nước lớn, để giữ vẹn bờ cõi, có thể gọi là người trí."

### Việc tiến cử nhân tài Giao Châu
Giai đoạn Sĩ Nhiếp cai trị Giao Chỉ còn đánh dấu sự xuất hiện của những người Việt đầu tiên làm việc cho triều đình phong kiến Trung Quốc. Do sự thỉnh cầu khẩn thiết của Thứ sử Lý Tiến năm 200, Hán Hiến Đế xuống chiếu lấy một người mậu tài của Giao Châu làm Huyện lệnh Hạ Dương, một người hiếu liêm làm Huyện lệnh Lục Hợp. Sau Lý Cầm làm quan đến Tư lệ hiệu úy, Trương Trọng, người quận Nhật Nam, làm Thái thú Kim Thành. Người Việt được cùng tuyển dụng như người Hán là mở đầu từ Lý Cầm, Trương Trọng.
Về vấn đề này, Ngô Sĩ Liên nhận xét: 
"Người quân tử đối với lời nói không thể cho qua được. Ngày xưa Tông Miệt nếu không có lời nói thì cùng với cỏ cây mục nát mà thôi. Lý Cầm không có lời nói thì sao được dùng ở đời, mà người tài giỏi của nước Việt ta, người phương bắc làm sao biết được? Lời nói không thể cho qua là vì vậy. Tuy nhiên, đây chỉ nói riêng về nhân tài thôi, còn như Nhan Hồi, Mẫn Tử Khiên thì không nói thế được".

## Người kế tục
Năm 226, Sĩ Nhiếp mất, thọ 90 tuổi, cai trị Giao Châu tổng cộng 40 năm (187 - 226). Theo huyền sử, Sĩ Nhiếp ốm, đã chết đi ba ngày, nhưng được Đổng Phụng cho một viên thuốc hòa vào nước ngậm, rồi đỡ lấy đầu mà lay động, lại mở mắt động tay, sắc mặt bình phục dần dần, ngày hôm sau ngồi dậy được, bốn ngày lại nói được, rồi trở lại bình thường.
Nhà Đông Hán mất ngôi, Trung Quốc phân ra làm ba nước: Tào Ngụy, Thục Hán, Đông Ngô. Đất Giao Châu bấy giờ thuộc về Đông Ngô. Sĩ Nhiếp ở Giao Châu được 40 năm, nắm uy quyền thực sự, nhưng vẫn theo lệ triều cống Nhà Hán, và đến khi Nhà Hán mất thì lại triều cống nhà Ngô. Sau khi Sĩ Nhiếp mất, con là Sĩ Huy (士徽) tự xưng làm Thái thú. Ngô chủ là Tôn Quyền bèn chia đất Giao Châu, từ Hợp Phố về bắc gọi là Quảng Châu. Sai Lã Đại làm thứ sử Quảng Châu, Đái Lương làm thứ sử Giao Châu, và sai Trần Thì sang thay Sĩ Nhiếp làm Thái thú quận Giao Chỉ. Sĩ Huy chống cự, bị quân nhà Đông Ngô lừa bắt giết cả nhà.
Sĩ Nhiếp có 5 người con, trừ Sĩ Ngẩm tất cả đều bị Lữ Đại bắt giết:
- Sĩ Ngẩm
- Sĩ Chi
- Sĩ Huy
- Sĩ Cán
- Sĩ Tụng

### Quyền thế và truyền thuyết[2]
Anh em nhà họ Sĩ đều nắm giữ các chức vụ quan trọng tại các quận lớn trong Giao Châu, trở thành thế lực đứng đầu một vùng rộng lớn nơi biên viễn. Trong suốt một thời gian dài, họ gần như độc lập cai trị cả một châu, cách xa trung ương hàng vạn dặm, quyền uy không ai sánh kịp.
Khi ra vào, họ sử dụng đầy đủ nghi trượng như chuông, khánh, cờ xí, kèn trống, xe ngựa nối dài khắp đường. Người Hồ (chỉ các dân tộc thiểu số hoặc ngoại tộc) thường đi hai bên xe, đốt hương theo hầu, có khi lên đến vài chục người. Vợ lẽ và thê thiếp của họ ngồi xe mui có màn che (輜軿), con cháu thì cưỡi ngựa theo sau, tạo nên một đoàn tùy tùng đông đảo và uy nghi. Địa vị và ảnh hưởng của họ khiến các bộ tộc Man Di đều phải kính phục, không thua kém gì các thế lực lớn như Úy Đà (尉他) trước đó.
Theo Thần Tiên truyện của Cát Hồng, từng có ghi chép rằng: Sĩ Nhiếp từng mắc bệnh nặng và qua đời, thi thể đã nằm ba ngày. Lúc ấy, một vị tiên nhân tên Đổng Phụng (董奉) – tự là Xương Dị, người huyện Hầu Quan – đã đến, cho ông uống một viên thuốc, dùng nước súc miệng, rồi đỡ đầu ông, lay nhẹ. Chỉ trong chốc lát, Sĩ Nhiếp mở mắt, cử động tay, sắc mặt dần hồng hào trở lại. Nửa ngày sau ông có thể ngồi dậy, bốn ngày sau thì nói chuyện được, rồi hồi phục hoàn toàn.

Tuy nhiên, em út là Sĩ Vũ (士武) thì mất sớm do bệnh, không được cứu chữa kịp thời.

### Suy vong của gia tộc họ Sĩ[2]
Sau khi Sĩ Nhiếp qua đời, Tôn Quyền cho rằng quận Giao Chỉ ở quá xa, nên quyết định chia tách: phần từ Hợp Phố trở ra Bắc lập thành Quảng Châu, giao cho Lữ Đại (呂岱) làm Thứ sử; phần từ Giao Chỉ trở vào Nam vẫn là Giao Châu, do Đới Lương (戴良) làm Thứ sử. Đồng thời, Trần Thì (陳時) được cử thay Sĩ Nhiếp làm Thái thú Giao Chỉ.
Lữ Đại đóng quân tại Nam Hải, còn Đới Lương và Trần Thì tiến quân đến Hợp Phố. Lúc này, con trai của Sĩ Nhiếp là Sĩ Huy (士徽) tự xưng làm Thái thú Giao Chỉ, huy động tộc binh chống lại Đới Lương. Đới Lương phải tạm thời đóng quân tại Hợp Phố.
Hoàn Lân (桓鄰), một thuộc hạ cũ do Sĩ Nhiếp tiến cử, dập đầu can gián Sĩ Huy nên ra nghênh tiếp Đới Lương, nhưng bị Sĩ Huy nổi giận, đánh đòn đến chết. Anh của Hoàn Lân là Hoàn Trị, con là Hoàn Phát, liền liên kết với tộc binh đánh Sĩ Huy. Huy cố thủ trong thành, hai bên giao tranh nhiều tháng không phân thắng bại, cuối cùng giảng hòa, rút quân.
Sau đó, Lữ Đại nhận chiếu chỉ từ triều đình, dẫn quân từ Quảng Châu tiến gấp ngày đêm, qua Hợp Phố, cùng Đới Lương tiến vào Giao Chỉ. Sĩ Khuông (士匡), con trai của Sĩ Nhất, vốn có quan hệ thân thiết với Lữ Đại, được phong làm Tòng sự sư hữu, được cử đi trước viết thư cảnh báo Sĩ Huy, khuyên nên đầu hàng để giữ mạng. Sĩ Khuông còn trực tiếp gặp Huy, thuyết phục ông quy thuận.
Lữ Đại sau đó đến nơi, anh em Sĩ Huy gồm Sĩ Chi, Sĩ Cán, Sĩ Tụng và ba người khác, tổng cộng sáu người, đều cởi trần ra nghênh đón, tỏ lòng quy phục. Lữ Đại giả vờ tiếp nhận, cho họ phục chức, rồi hôm sau bày tiệc lớn, mời họ lần lượt vào. Khi khách khứa đã đông đủ, Lữ Đại đứng dậy, cầm tiết việt đọc chiếu thư, liệt kê tội trạng, rồi ra lệnh bắt trói và xử chém toàn bộ, đầu được gửi về Vũ Xương.

Tôn Thịnh (孫盛) bình luận:“Việc thu phục kẻ xa, giữ vững kẻ gần, không gì bằng chữ tín; giữ vững đại nghiệp, lập công định quốc, không gì bằng đạo nghĩa. Như Tề Hoàn Công, nhờ đức mà nổi danh ở Kha Hội; Tấn Văn Công, nhờ nghĩa mà xưng bá khi phạt nước Nguyên. Nhờ đó mà có thể chín lần hội minh, một lần cứu giúp, lưu danh thiên cổ, làm gương cho muôn đời.

Lữ Đại dùng Sĩ Khuông làm sứ giả, lấy lời tín nghĩa để chiêu dụ, khiến anh em Sĩ Huy cởi trần ra hàng, phó thác sinh mệnh. Nhưng rồi lại giết họ để cầu công danh, cho thấy Tôn Quyền không có tầm nhìn xa, còn họ Lữ thì phúc mỏng, nên cơ nghiệp chẳng thể bền lâu.”Sau sự kiện đó, các con trai khác của Sĩ Nhất như Sĩ Tô, Sĩ Khuông đều bị miễn chức, trở thành thứ dân. Con tin của Sĩ Nhiếp là Sĩ Ngẫm (Hâm) (士廞) cũng bị giáng chức. Vài năm sau, Sĩ Nhất và Sĩ Tô bị xử tử vì phạm pháp. Sĩ Ngẫm lâm bệnh qua đời, không có con nối dõi. Triều đình ban chiếu cấp gạo hàng tháng và 40 vạn tiền cho vợ ông để sinh sống.
Sử gia nhận xét:
- Lưu Dao (劉繇) là người có danh tiếng nghiêm cẩn, chú trọng phẩm hạnh, thường hay phê phán đúng sai. Tuy nhiên, khi thời cuộc rối ren, ông lại chiếm giữ một vùng đất rộng lớn nơi biên viễn, điều này không phải là sở trường của ông.
- Thái Sử Từ (太史慈) là người trung tín, nghĩa khí, dũng cảm, có phong thái của bậc hiền nhân thời xưa.
- Sĩ Nhiếp (士燮) giữ chức Thái thú ở phương Nam, sống an nhàn suốt đời. Tuy nhiên, con ông không biết giữ mình, dẫn đến tai họa. Điều này cho thấy: kẻ tầm thường nếu quá hưởng vinh hoa phú quý, lại ỷ vào địa thế hiểm trở, thì tất sẽ chuốc lấy tai vạ.

## Ghi nhận của đời sau
- Nhà Trần truy phong Sĩ Nhiếp làm Thiện Cảm Gia Ứng Linh Vũ Đại Vương (善感嘉應靈武大王).
- Sử gia lớn thời Trần, Lê Văn Hưu nhận xét: "Sĩ Vương biết lấy khoan hậu khiêm tốn để kính trọng kẻ sĩ, được người thân yêu mà đạt đến quý thịnh một thời. Lại hiểu nghĩa, thức thời, tuy tài và dũng không bằng Triệu Vũ Đế, nhưng chịu nhún mình thờ nước lớn, để giữ vẹn bờ cõi, có thể gọi là người trí".
- Sử gia lớn Nhà Lê sơ, Ngô Sĩ Liên trong Đại Việt sử ký toàn thư viết: "Vương (Sĩ Nhiếp) là người khoan hậu khiêm tốn, lòng người yêu quý, giữ vẹn đất Việt để đương đầu với sức mạnh của Tam quốc, đã sáng suốt lại mưu trí, đáng gọi là người hiền".
- Cũng Ngô Sĩ Liên, trong Đại Việt sử ký toàn thư, viết: "Nước ta thông thi thư, học lễ nhạc, làm một nước văn hiến, là bắt đầu từ Sĩ Vương, công đức ấy không những chỉ ở đương thời mà còn truyền mãi đời sau, há chẳng lớn sao? Con không hiền là tội của con thôi. Tục truyền rằng sau khi vương chết đã chôn, đến cuối thời nhà Tấn đã hơn 160 năm, người Lâm Ấp vào cướp, đào mộ của vương, thấy mình mặt vẫn như sống, cả sợ lại đắp lại, người địa phương cho là thần, làm miếu để thờ gọi là "Tiên Sĩ Vương". Có lẽ là khí tinh anh không nát, cho nên thành thần vậy".
- Đền thờ Sĩ Nhiếp ở thôn Tam Á, xã Gia Đông, Thuận Thành, Bắc Ninh.

## Tranh cãi
Một số sử gia phong kiến chính thống, trong đó có Ngô Sĩ Liên, đánh giá rất cao Sĩ Nhiếp, gọi ông là Sĩ Vương, sánh ngang với các bậc vương giả, đồng thời coi Sĩ Nhiếp là ông tổ của Nho học ở Việt Nam. Tuy nhiên, Khâm định Việt sử Thông giám Cương mục do Quốc sử quán triều Nguyễn soạn lại viết: 
"Sĩ Nhiếp theo lệnh triều đình Trung Quốc phái sang làm Thái thú, không từng xưng vương bao giờ, thế mà sử cũ cũng chép riêng thành một kỷ, nay tước bỏ đi, chỉ chép thẳng công việc thời ấy để ghi lấy sự thực..."
Các sử gia hiện đại của Việt Nam, dù chính thống hay không, cũng đều thừa nhận rằng việc quá đề cao Sĩ Nhiếp và gọi ông là Sĩ Vương của Ngô Sĩ Liên là không hợp lý.
Ngô Sĩ Liên cũng cho rằng Sĩ Nhiếp là người có công khai phá Nho học ở Việt Nam. Tuy nhiên, theo Việt sử lược, điều đó không chắc đã đúng. Việt sử lược viết: 
"Nhà làm sử thường cho nước ta (Việt Nam) có văn học là khởi đầu từ Sĩ Nhiếp. Cái ý kiến đó có lẽ không phải. Vì rằng từ khi nhà Hán cai trị đất Giao Chỉ đến đời Sĩ Nhiếp đã được hơn 300 năm, người Giao Chỉ đã có người học hành thi đỗ hiếu liêm, mậu tài. Vậy nói rằng đến ông Sĩ Nhiếp mới có Nho học thì chẳng sai lắm ru. Hoặc giả ông ấy là một người có văn học trong khi làm quan, lo mở mang sự học hành, hay giúp đỡ những kẻ có chữ nghĩa, cho nên về sau mới được cái tiếng làm học tổ ở nước Nam, tưởng như thế thì có thể hợp lẽ hơn".
Sách Các triều đại Việt Nam của Quỳnh Cư, Đỗ Đức Hùng viết:
Nhìn chung, các triều đại phong kiến Trung Quốc tự xem mình là "Thiên tử" coi dân Việt là "man di" nên người Việt dẫu có học hành thông thái cũng không được trọng dụng. Ngoài trường hợp Trương Trọng, mãi đến đời vua Linh Đế (168-189) cuối nhà Đông Hán, mới lại có người Việt, nhờ học giỏi, được cất nhắc làm thái thú quận Giao Chỉ. Lý Tiến dâng sớ xin cho người Giao Chỉ được bổ đi làm quân bất kỳ quận nào, kể cả ở Trung Nguyên. Nhưng Hán đế chỉ cho những người đỗ Mậu tài hoặc Hiếu liêm được làm quan trong xứ mà thôi. Lúc đó có người Giao Chỉ tên là Lý Cầm, làm lính túc vệ trong cung, khẩn thiết xin Hán đế bãi lệnh đó. Nói mãi, Hán đế mới cử một người Giao Chỉ đỗ Mậu tài đi làm quân lệnh ở Hạ Dương và một người đỗ Hiếu liêm làm quan lệnh ở Lục Hợp. Thực tế đất Âu Lạc từng có những người đỗ Mậu tài, Hiếu liêm, làm quan Nhà Hán, bác bỏ luận điểm của các nhà sử học Trung Quốc cho rằng đất Giao Chỉ từ khi Sĩ Nhiếp (187-226) sang làm thái thú vǎn hóa mới phát triển, nền giáo dục mới được mở mang là không đúng.
Theo Việt sử giai thoại của Nguyễn Khắc Thuần, có dựa vào Đại Việt sử ký toàn thư, viết thêm:
Năm Canh Thìn (200), một sự kiện khác đặc biệt đã xảy ra ở ngay giữa triều đình Nhà Hán. Sự kiện này gắn liền với tên tuổi của hai người. Một là Lý Tiến và hai là Lý Cầm. Lý Tiến là quan văn, được cử giữ chức thứ sử là chức trông coi toàn bộ các địa phương của nước ta lúc bấy giờ. Lý Cầm là quan võ bậc thấp, lúc ấy đang làm túc vệ là chức bảo vệ thường trực ở triều đình Nhà Hán. Hai người hoàn toàn khác nhau nhưng lại cùng họ Lý, và quan trọng hơn, cùng gắn với một sự kiện được sách Đại Việt sử ký toàn thư chép lại... Thế là nhân tài nước Việt ta được tuyển dụng tương tự như người Hán, bắt đầu từ Lý Tiến, Lý Cầm vậy. Nhà Hán hẳn nhiên chẳng vì lời tâu của Lý Tiến và Lý Cầm mà thay đổi cách tuyển dụng người, nhưng dẫu sao thì cũng đã phải buộc lòng ghi nhận. Nếu thiếu dũng khí, chẳng thể nói được những lời như Lý Tiến và Lý Cầm đã nói đâu. Sử cũ chép chuyện Trương Trọng ngay sau chuyện Lý Tiến và Lý Cầm, dẫu biết rõ Trương Trọng sống sau hai nhân vật họ Lý này đến hơn 100 năm, ấy là muốn chép cho liền mạch dũng khí mà trước đó Lý Tiến và Lý Cầm đã tạo ra đó thôi.
Đưa ra nhiều tài liệu dẫn chứng, giáo sư Lê Mạnh Thát cho rằng, trong thực tế chính quyền Sĩ Nhiếp (từ 187), cũng như trước đó là Chu Phù (khoảng 180), là chính quyền Việt Nam độc lập.
Sử Trung Hoa chép rõ Chu Phù vứt điển huấn tiền thánh, bỏ pháp luật Hán gia. Còn đối với Sĩ Nhiếp, sử Hoa (Ngô chí) viết rằng: [Sĩ Nhiếp] tổ tiên vốn người Mấn Dương nước Lỗ, đến loạn Vương Mãng tị nạn Giao Châu, tới Nhiếp là sáu đời. Ông cho rằng một người có tổ tiên 6 đời ở Việt Nam thì đã "Việt Nam hóa", trở thành người Việt rồi. Cũng theo Ngô chí: Sĩ phủ quân (Sĩ Nhiếp) của Giao Chỉ học vấn đã ưu bác, lại thành công về chính trị, ở trong đại loạn, bảo toàn một quận hơn 20 năm, cương trường vô sự, dân không thất nghiệp, những bọn lệ thuộc đều được nhờ ân; Anh em Nhiếp đều là người hùng các quận, làm tướng một châu, riêng ở vạn lý, uy tôn vô thượng. Ra vào đánh chuông khánh, đầy đủ uy nghi, kèn sáo cổ xuy, xe ngựa đầy đường. Người Hồ theo sát đốt hương, thường có mấy mươi. Thê thiếp đi xe màn, tử đệ theo lính kỵ. Đương thời quý trọng, chấn phục trăm mọi. Úy Đà cũng không đủ hơn. Từ tài liệu trên, theo giáo sư Lê Mạnh Thát: Sĩ Nhiếp dẫu được đào tạo trong khuôn mẫu Trung Quốc, đã có những hành vi xa lạ với phong tục tập quán Trung Quốc. Nói rõ ra, ông đã được Việt hóa. Việc Ngô chí so sánh Sĩ Nhiếp với Triệu Đà cho thấy nền cai trị nước Việt thời bấy giờ độc lập tới mức nào. Thực tế có thể nói chính quyền độc lập đầu tiên sau chính quyền Hai Bà Trưng là chính quyền Chu Phù - Sĩ Nhiếp. Theo ông, dưới thời Sĩ Nhiếp, nước Việt đã có một nền nông nghiệp rất phát triển. Lúa Giao Chỉ mùa hè chín, nông dân một năm trồng hai lần (theo Kinh Dương dĩ nam dị vật chí). Một năm tám lứa kén tằm đến từ Nhật Nam (Văn tuyển 5 tờ 9b4). Nhiếp mỗi khi sai sứ đến Quyền đều dâng tạp hương, vải mỏng thường tới số ngàn. Món quý minh châu, sò lớn, lưu ly, lông thú, đồi mồi, sừng tê, ngà voi, các thứ vật lạ quả kỳ như chuối, dừa, long nhãn, không năm nào không đưa đến (Ngô chí 4 tờ 8b1-3 nói về những cống vật mà Sĩ Nhiếp gửi đến Tôn Quyền). Giáo sư Lê Mạnh Thát dẫn giải tiếp: Sau khi Sĩ Nhiếp chết (226), lúc ấy Tôn Quyền đã chiếm cứ phía Nam Trung Quốc để tranh hùng với Tào Tháo và Lưu Bị, nên nhân cái chết của Sĩ Nhiếp tiến hành thôn tính nước ta, lúc đó là một nước độc lập dựa trên điển huấn và pháp luật của người Việt. Con Sĩ Nhiếp là Sĩ Huy nối nghiệp cha, chống lại Tôn Quyền, tuy nhiên do mất cảnh giác, nên đã thất bại, Sĩ Huy bị bắt và bị giết, Tôn Quyền chiếm nước ta. Nhưng do bị chống đối quyết liệt, nền cai trị của Tôn Quyền không bền vững và không lâu dài, vì chỉ 18 năm sau, Triệu Thị Trinh (Bà Triệu) cùng anh là Triệu Quốc Đạt nổi lên khởi nghĩa giành lại chính quyền.